# Округ Хок (Северна Каролина)
Хок (енгл. Hoke County) је округ у америчкој савезној држави Северна Каролина.

## Демографија
По попису из 2010. године број становника је 46.952, што је 13.306 (39,5%) становника више него 2000. године.
| Група             | 2000.          | 2010.          |
| Белци             | 13.988 (41,6%) | 19.142 (40,8%) |
| Афроамериканци    | 12.664 (37,6%) | 15.716 (33,5%) |
| Азијати           | 278 (0,8%)     | 484 (1,0%)     |
| Хиспаноамериканци | 2.415 (7,2%)   | 5.823 (12,4%)  |
| Укупно            | 33.646         | 46.952         |